# Ranunculals
Les ranunculals (Ranunculales) són un ordre d'angiospermes del clade eudicotiledònies (Eudicotyledoneae).

## Taxonomia
El sistema de classificació filogenètic APG IV ubica l'ordre en el clade eudicotiledònies basals i inclou 7 famílies, 199 gèneres i 4.510 espècies:
- Ordre Ranunculales Juss. ex Bercht. & J.Presl
  - Família Eupteleaceae K.Wilh.
  - Família Papaveraceae Juss.
  - Família Circaeasteraceae Hutch.
  - Família Lardizabalaceae R.Br.
  - Família Menispermaceae Juss.
  - Família Berberidaceae Juss.
  - Família Ranunculaceae Juss.

L'antic sistema Cronquist (1981) també reconeixia aquest ordre però l'ubicava dins la subclasse Magnoliidae, en la classe Magnoliopsida [= dicotiledònies].
- Ordre Ranunculales
  - Família Ranunculaceae
  - Família Circaeasteraceae
  - Família Berberidaceae
  - Família Sargentodoxaceae
  - Família Lardizabalaceae
  - Família Menispermaceae
  - Família Coriariaceae
  - Família Sabiaceae

Les famílies Papaveraceae i Fumariaceae estaven en l'ordre separat de les Papaverales, dins també de la subclasse Magnoliidae.